# トルコ人
トルコ人（トルコじん、Türk halkıあるいはTürkler）は、アナトリア半島とバルカン半島、アラブ諸国の一部に居住し、イスタンブール方言を公用語・共通語とするトルコ語を話すテュルク系の民族である。アゼルバイジャン人やトルクメン人とは民族的に親近関係にある。歴史的な意味でのトルコ系民族の総称については「テュルク」を参照。

## 概要
トルコ共和国の主要構成民族であり、そのほぼ全てがムスリム（イスラム教徒）である。人口は8,000万人以上で、トルコの他、ブルガリアやギリシャ領の西トラキアなどバルカン半島やキプロスのほか北イラク、シリア北部にも居住する。また、第二次世界大戦後には西ヨーロッパ諸国に、はじめは出稼ぎが目的だったが次第に移住した者もかなりの数にのぼり、ドイツを中心にオーストリア・フランス・オランダ・スイスなどに数百万人が国籍を取得し帰化して定住している。
現代のトルコ人のほとんどは、オスマン帝国あるいはロシア帝国の支配下にあってトルコ語を母語としていたムスリムの子孫である。もともとオスマン帝国の時代には「トルコ人」という民族意識は薄く、特にイスタンブールを中心とするエリート階層はトルコ語にアラビア語とペルシア語の語彙や文法を取り込んだ「オスマン語」を共通語としていたものの、血統的な出自は必ずしもトルコ系とは限らず、自称は「オスマン人」であって「トルコ人」またはオスマン帝国以前にあったセルジューク朝を築いた「セルジューク人」（オグズも参照）は田舎に住み農業や牧畜に従事する人々を指す語であった。オスマン帝国にとって、文化や経済の中核はバルカン半島にあり、アナトリアのトルコ系の言葉は粗野な話し言葉と見做されていた。アナトリアのテュルク諸語を話すムスリムの人々をまとめて「トルコ人」と呼び、彼らの属すオスマン帝国を「オスマントルコ」「トルコ帝国」と呼んだのは、むしろヨーロッパなどの帝国外部の人々である。セルジューク朝もオスマン帝国も一度も自らをトルコと自称せず、トルコの国名が使われ出したのはトルコ共和国の成立以降である。

## 歴史
テュルク系民族はもともと中央アジアのカザフステップからアルタイ山脈西部に起源を持つ遊牧民族集団であり、外見上はモンゴロイドの特徴を強く持っていたが、長い時間をかけて西へと進んできた中で、アラブやアナトリアなどの住民との混血が進んでいった。さらに、オスマン帝国時代には、東ローマ帝国時代から小アジア・バルカン半島に住んでいたギリシャ人、アラブ人、ロマンス人の一派（ルーマニア人など）、カフカス系諸民族、クルド人とアルメニア人、スラヴ諸族（南スラヴ人）、おなじテュルク系のブルガール人（オグール）とクマン人などと混血が進み、コーカソイドの容貌の特徴が濃厚となった現在に至る「トルコ人」が形成されて、コーカソイドとして分類されている。
ところが、19世紀から20世紀初頭にかけて、ヨーロッパで生まれオスマン帝国に持ち込まれたナショナリズムの思想がキリスト教徒の諸民族の間に広まり、ギリシャを手始めにオスマン帝国からバルカン諸国が独立していき、一方でロシア帝国領のムスリムの間で生まれた汎トルコ主義（汎テュルク主義）がオスマン帝国に流れ込んで、エリート階層の間にも「トルコ人」意識が広まり始めた。現在でもトルコ語ではトルコ共和国の国民もテュルク系諸民族も区別なく「テュルク」と呼ぶ。
最終的には、第一次世界大戦によるオスマン帝国の最終的な解体と、続くトルコ革命により、アナトリアにトルコ共和国が樹立された結果、アナトリアに住みトルコ語を話すムスリムの間にトルコ人意識が定着する。しかし、元来トルコ語を母語としないクルド人・ザザ人・チェルケス人をはじめとした非テュルク系の諸民族をトルコ人に同化・統合しようとする動きは、トルコに複雑な言語と民族の問題を投げかける要因となっている。

## 遺伝子
アナトリアは古来より文明の十字路として多種多様な系統の人々が移り住んできたため、遺伝子は多様である。トルコ人のY染色体ハプログループの上位6種の割合を示す。
- J2=24%
- R1b=14.7%
- G=10.9%
- E1b1b=10.7%
- J1=9%
- R1a=6.9%

トルコ語はモンゴロイド系言語であるアルタイ諸語に属すが、モンゴル系C2系統の割合は非常に少なく、他のモンゴロイド系遺伝子の割合も非常に少ない。Bülent İplikçioğluによるとトルコ人は今のモンゴルを領土とし、モンゴル人を統治したが、元々人種はモンゴル人とは違って古代からコーカソイド系の遊牧民とモンゴル人とは異なるアジア系の遊牧民の集団であり、人種的にはむしろコーカソイドに属する。